# Disa Håstad
Disa Vilhelmina Håstad, född 27 april 1940, är en svensk journalist och författare. 
Disa Håstad blev fil. kand. vid Uppsala universitet 1962 och studerade slaviska språk vid Stockholms universitet 1966–1967. Åren 1964–1966 var hon anställd vid Svenska Dagbladet men kom 1968 till Dagens Nyheter, där hon 1974–1978 var tidningens korrespondent och dess korrespondent för Östeuropa sedan 1984.
Hon är dotter till Elis Håstad, mor till Elsa Håstad och mormor till Yung Lean